# Pfarrkirche St. Marein bei Knittelfeld

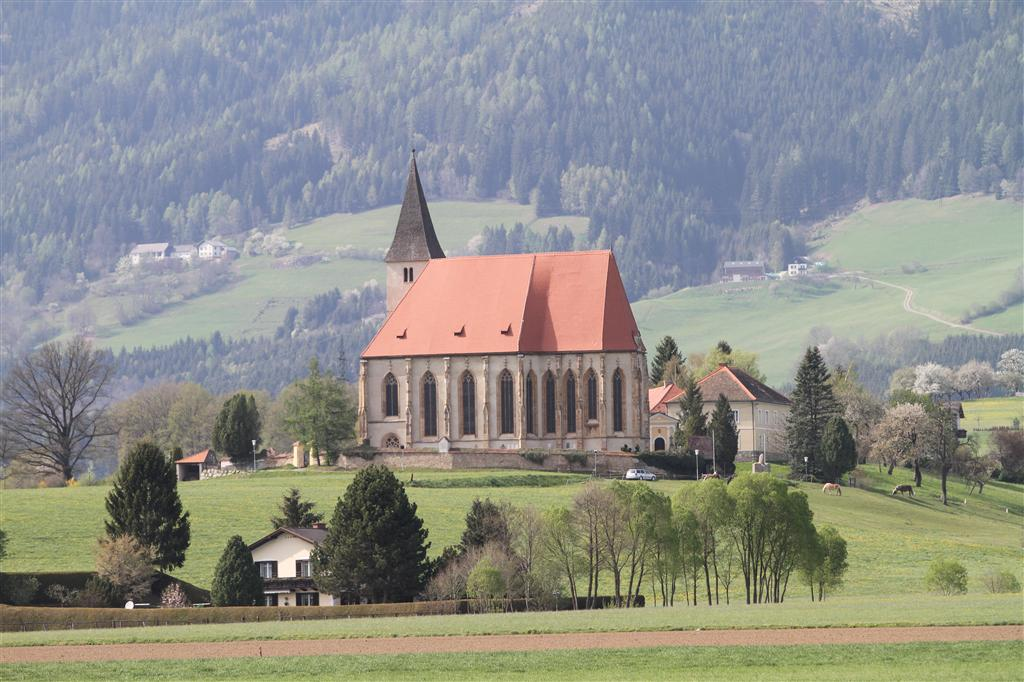
Kath. Pfarrkirche St. Marein bei Knittelfeld

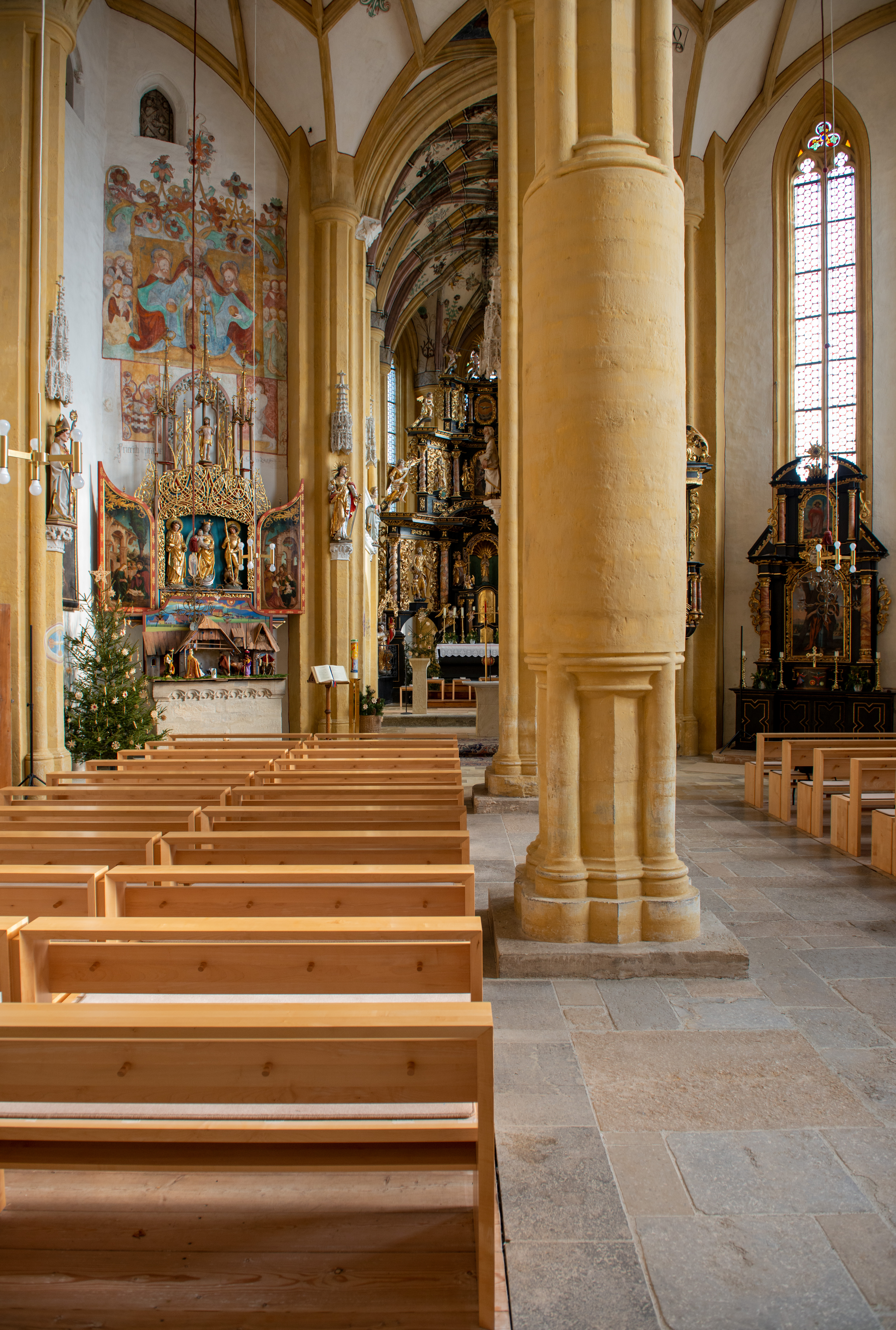
Pfarrkirche Maria im Paradiese in St. Marein bei Knittelfeld. Innenansicht

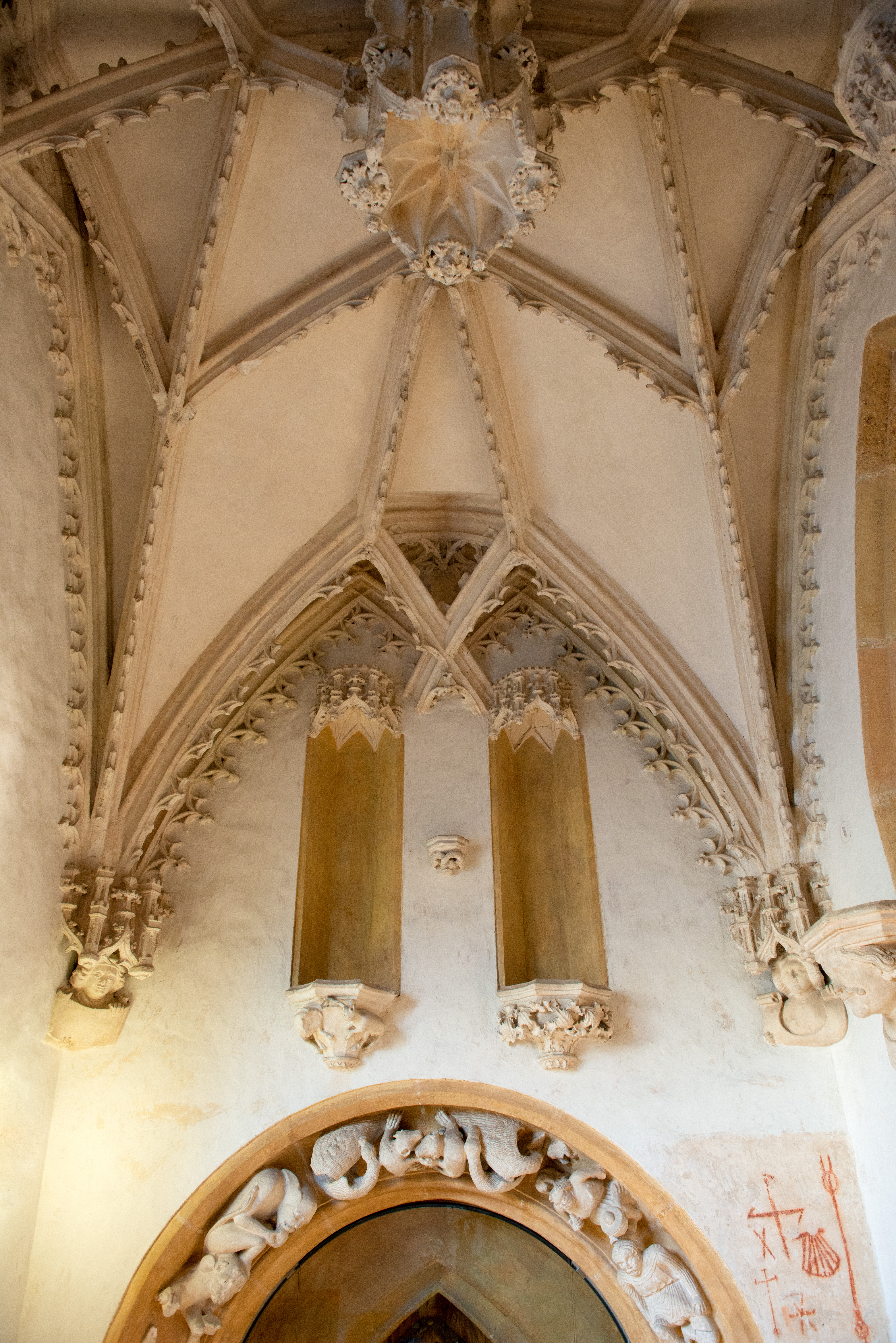
Pfarrkirche Maria im Paradiese in St. Marein bei Knittelfeld. Vorhalle westlich der Sakristei

Die römisch-katholische Pfarrkirche St. Marein bei Knittelfeld steht im Kirchweiler Paradeis im Ort Sankt Marein bei Knittelfeld in der Gemeinde Sankt Marein-Feistritz im Bezirk Murtal in der Steiermark. Die dem Fest Mariä Geburt geweihte Pfarrkirche gehört zum Dekanat Knittelfeld in der Diözese Graz-Seckau. Die Kirche und der Friedhof stehen unter Denkmalschutz (Listeneintrag).

## Geschichte
Eine erste Kirche wurde vor 1075 von Hartnid – Vater des Adalram von Waldeck, des Stifters von Stift Seckau – errichtet. 1140 wurde an diesem Ort ein Augustiner-Chorherrenstift erbaut, welches aber – der ruhigeren Lage wegen – bereits 1142 nach Seckau verlegt wurde. 1437 wurde mit dem Stiftspropst Andreas Ennstaler und mit dem Baumeister Niklas Velbacher aus Admont ein Neubau der Kirche begonnen, der kurz vor der Mitte des 15. Jahrhunderts vollendet war. 1480 wurde die Kirche von den Türken geplündert und beschädigt und 1490 neu geweiht. Die vermutlich 1364 gestiftete Annakapelle ist heute als Sakristei erhalten. Die reich gestaltete Vorhalle der Sakristei wurde 1962 restauriert. Die Nord- und Westmauern und das Turmuntergeschoß sind ebenfalls von älteren Vorgängerbauten erhalten. Die Steinarchitektur wurde von 1977 bis 1981 restauriert.

## Architektur
Die Kirche steht in erhabener Lage und ist bis ins Murtal sichtbar. Sie ist von einem Friedhof mit Mauer umgeben.
Die zweischiffige Hallenkirche mit reichen Baudetails ist ein bedeutender Kirchenbau aus der Zeit Friedrichs III. Der gesamte Bau zeigt Steinmetzzeichen.
Das breite zweischiffige, vierjochige Langhaus hat ein Ostmauerwerk, das zum Chor schräg eingestellt ist. Dadurch wird der Blick in den Chor geleitet. Das Langhaus trägt ein sechsstrahliges Rautensterngewölbe mit runden zum Teil wappenverzierten Schlusssteinen. Die Achteckpfeiler, denen vier Runddienste aufgesetzt sind und die halb eingestellten, kräftigen Wandpfeiler mit aus dem Achteck gebildeten Vorlagen, welche von zwei Runddiensten begleitet werden, tragen das Gewölbe. Dadurch entsteht die starke Gliederung des Kirchenraums. In den Westjochen haben die Pfeiler und Dienste ein zylindrisches Mittelstück. Die Gewölbemalerei ist im Langhaus einfacher als im Chor. Im Südostjoch gibt es die Jahresangabe 1490.
Der eingezogene zweijochige und mit dem Langhaus gleich hohe Chor hat einen Fünfachtelschluss und steht mit dem Langhaus unter einem gemeinsamen, steilen Dach. Das Chorgewölbe hat Rippen in geknickter Reihung mit runden, teils reliefierten Schlusssteinen mit Christuskopf, Lamm Gottes, Wappen und Laubwerk. Die Dienste sind wie im Langhaus. Es gibt zwei Piscinen im Chor und beim rechten Seitenaltar. An den Diensten des Chores sind teils figural gestaltete Konsolen und reich durchbrochene Baldachine. Die Maßwerkfenster sind zwei- und dreibahnig mit Putzenscheiben aus 1894. Im Chorgewölbe ist eine reiche Gewölbemalerei mit Blüten und Ranken, im Chorschluss datiert 1463.
Der Fronbogen ist der Chorgliederung ähnlich, doch reicher gestaltet. Am Fronbogen befinden sich von je zwei Engeln gehaltene Wappenkonsolen mit Inschriften, nördlich mit Herzog Albrecht zu Österreich mit Bindeschild, südlich Kunig Fridreich zu Östereich 1445.
Im Westjoch des nördlichen Langhausschiffes steht ein ganz eingestellter Turm unter einem steilen Zeltdach. Im Norden des Langhauses sind drei Anbauten unter dem gemeinsamen, großen Dach. Nördlich des Ostjoches von Langhauses und Chor ist die Sakristei angebaut, einjochig mit einem Fünfachtelschluss und einem kräftigen Kreuzrippengewölbe auf Runddiensten mit runden Schlusssteinen. Ihre nördliche Außenwand tritt trapezartig aus der Flucht. Sie stammt wohl aus dem dritten Viertel des 14. Jahrhunderts. In den Schildmauern der Sakristei sind Wandmalereien mit Heiligen in Landschaften mit Akanthusrahmen, datiert 1698.
Zwischen dem Chor und der nördlichen Sakristei ist ein schmales Emporenjoch eingeschoben  mit einem profilierten, kräftig gestuften, einem Rundbogen angenäherten Spitzbogenportal im Chor mit einer Tür mit gotischem Flachschnitt und einem eisernen Zugring. Darüber ist eine Empore mit Brüstungsfeldern und Konsolen, auf denen barocke Büsten von Heiligen (um 1700) stehen. Östlich vom Emporenjoch ist eine Wendeltreppe, welche zur Empore mit einem Sternrippengewölbe und baldachinartig abhängenden Schlusssteinen führt. Die Empore zeigt sich im Chor mit einem Spitzbogen.
Westlich der Sakristei ist eine in die Nordfront eingebundene, rechteckige Vorhalle mit besonders reichen Baudetails. Das Sternrippengewölbe hat teils frei laufende Rippen, alle mit dreipassförmigen Maßwerknasen besetzt. Der große abhängende Schlussstein ist mit Konsolen und Baldachinen versehen. In den vier Raumecken enden die Rippen auf Baldachinkonsolen, darunter sind Büsten mit Schriftbändern und Wappen. Das Westportal hat einen Spitzbogen. Das spitzbogige Sakristeiportal im Osten liegt tiefer. Ihm ist ein breites gekehltes Rundbogenportal vorgelegt. In der Bogenkehle sind plastische Darstellungen von Tieren und Menschen. Die Vorhalle im Süden ist mit einem spitzbogigen, profilierten Doppelportal mit Maßwerk zum Langhaus geöffnet. Die Türöffnungen haben einen gotischen Flachschnitt, am Mittelpfeiler ist eine baldachinbekrönte Konsolbüste mit einem Geistlichen, wohl des Erbauers Propst Andreas Ennstaler. Links ist eine Baumeisterbüste mit dem Inschriftband Niclas.zu.admud.maist.d.kirchn.1448. Über der Vorhalle ist eine zur Kirche geöffnete Empore. Im Westen der Vorhalle führt ein zum Langhaus offenes Stiegenhaus auf die Empore der Vorhalle. Die beiden Emporen unterschiedlicher Höhe haben je ein halbes Sternrippengewölbe auf Baldachinkonsolen mit Büsten, geteilt durch ein Verbindungsportal mit einem Schulterbogen.
Die Westempore zieht sich am voll einstehenden Turm vorbei, im Nordschiff als schmaler Gang, im Südschiff auf einem Kreuzgratgewölbe.

## Ausstattung
Der im Chorschluss eingebaute dreigeschoßige Hochaltar mit Umgangsportalen mit dem Chronogramm 1703 wurde 1963 restauriert.